# Gouverneur de Saint-Martin
Le gouverneur de Saint-Martin est le représentant du monarque des Pays-Bas dans le pays de Saint-Martin, l'un des quatre pays constitutifs du royaume des Pays-Bas. Ce poste est créé le 10 octobre 2010.
Le gouverneur représente et veille aux intérêts généraux du royaume à Saint-Martin. Il est responsable devant le gouvernement du royaume des Pays-Bas et bénéficie de l'immunité. Le gouverneur est nommé par le monarque pour un mandat de six ans, qui peut être renouvelé une fois au maximum. En tant que représentant du chef d'État, le gouverneur de Saint-Martin exerce théoriquement le pouvoir exécutif avec les ministres mais n'a, dans les faits, pas de responsabilités politiques.

## Historique
Le poste est créé lorsque Saint-Martin obtient le statut de pays autonome au sein du royaume des Pays-Bas. Il reprend sur l'île les attributions du gouverneur des Antilles néerlandaises, qui existait jusqu'à la dissolution de la fédération.

## Liste des gouverneurs
| No | Portrait               | Titulaire                        | Mandat          | Mandat          | Mandat                   | Monarque                |
| No | Portrait               | Titulaire                        | Début           | Fin             | Durée                    | Monarque                |
| -- | ---------------------- | -------------------------------- | --------------- | --------------- | ------------------------ | ----------------------- |
| 1  | Eugene Holiday         | Eugene Holiday (en) (né en 1962) | 10 octobre 2010 | 10 octobre 2022 | 12 ans                   | Beatrix (jusqu'en 2013) |
| 1  | Eugene Holiday         | Eugene Holiday (en) (né en 1962) | 10 octobre 2010 | 10 octobre 2022 | 12 ans                   | Willem-Alexander        |
| 2  | Illustration manquante | Ajamu Baly (né en 1977)          | 10 octobre 2022 | En cours        | 2 ans, 5 mois et 4 jours |                         |